# Дэжа
Дэйя (др.-сканд. deja) — в Скандинавии в раннем периоде железного века означал рабыню. Позднее во времена переселения народов и эпохи викингов термин использовался для обозначения амбатт, занимавшей высокое положение в хозяйстве и выполнявшей обязанности горничной, часто даже управлявшей имуществом, включая трэллов. Мужской аналог такого положения — брюти. На Руси аналог — ключница.
В XVII—XVIII веках термин может означать экономку. С 1900-х годов означает просто женщину-сельхозработника.

## Этимология
Считается, что термин выведен от слова тесто (швед. deg). Исходя из этого был сделан вывод, что изначально дэйи использовались в качестве кухарок.
Формально термин совпадает с английским словом леди в его оригинальной форме др.-англ. hlǣfdige, что дословно означает «живая дэйя», так как трэллы не являлись живыми людьми с точки зрения закона.